# Traité de la confédération du Rhin
Pour les articles homonymes, voir Traité de Paris.
« Traité de Paris (juillet 1806) » et « Traité de Paris (12 juillet 1806) » redirigent ici. Pour le traité de Paris du 24 mai 1806, créant le royaume de Hollande, voir Traité de Paris (mai 1806).
Le traité de la confédération du Rhin (en allemand : Rheinbundakte) est un traité signé le 12 juillet 1806 à Paris entre le représentant de l'empereur des Français Napoléon Bonaparte et ceux des seize princes allemands ayant quitté la diète du Saint-Empire romain germanique pour rejoindre la confédération du Rhin en tant qu'États souverains.

## Contexte
Le 6 août 1806, François II du Saint-Empire, le dernier empereur du Saint-Empire, abdique après avoir été défait à Austerlitz et avoir signé le Traité de paix de Presbourg en décembre 1805. Napoléon impose sa vision de l'Europe, les États qui prennent part à la Confédération fournissent à la France des troupes et en retour, sont agrandis au détriment des principautés épiscopales et des villes libres. La France récupère par le traité de Lunéville de 1801 l'ensemble des territoires à l'ouest du Rhin et s'assure avec la mise en place de la Confédération d'un solide rempart contre les nations d'Europe centrale, dont le royaume de Prusse, l'Empire autrichien et l'Empire russe.

## Le traité

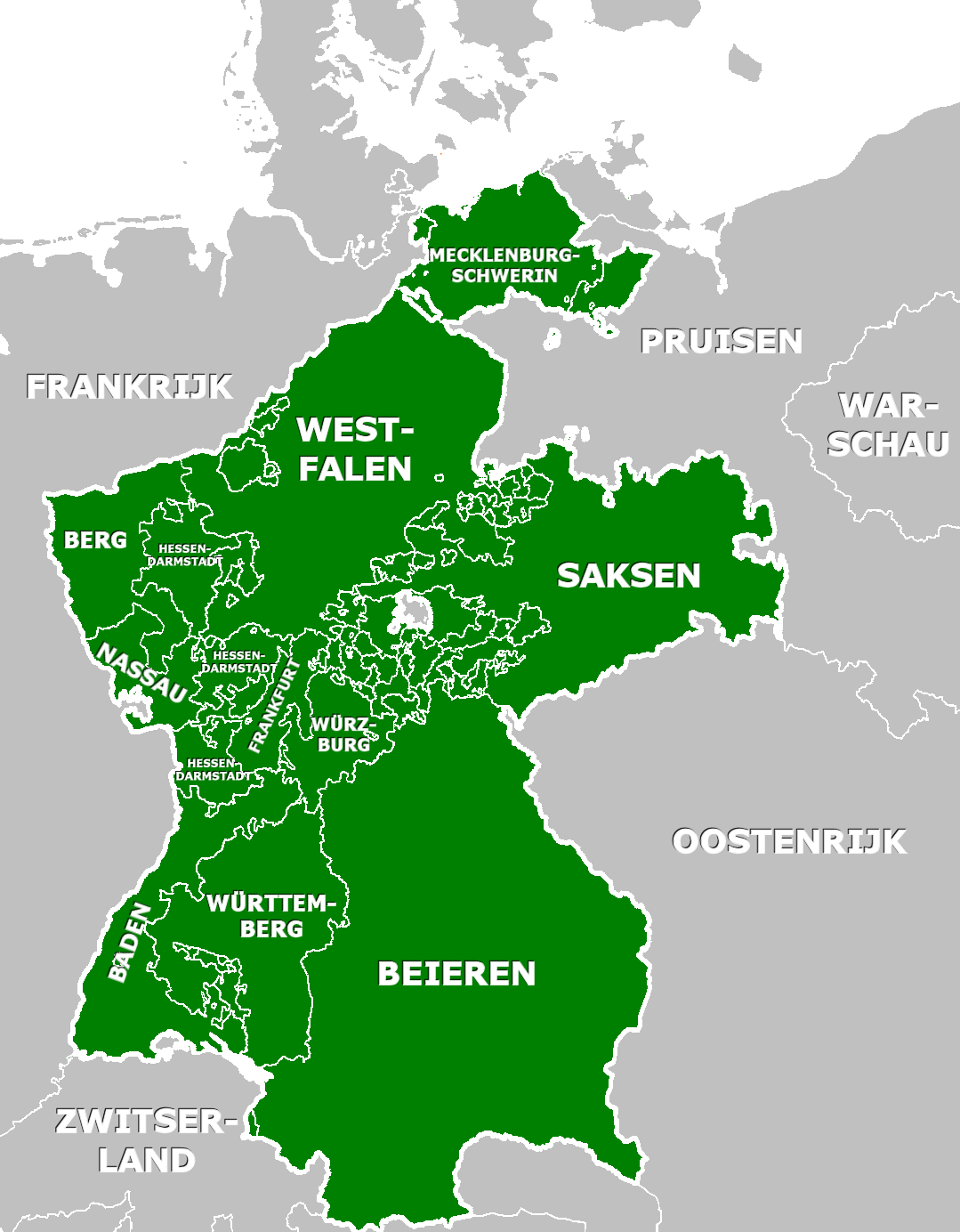
La Confédération du Rhin en 1812.

Dans l'article premier, les États déclarent leur indépendance du Saint-Empire et la formation d'une confédération des États du Rhin. En outre, ils déclarent que les lois de l'Empire, à l'exception des dispositions du Reichsdeputationshauptschluss et du Rheinschiffahrtsoktroi, ne sont plus applicables. Dans les deux articles suivants, il est énoncé que les princes renoncent à tout titre qui exprime une relation avec l'Empire et qu'ils se retirent avant août 1806 de la Diète d'Empire. Les articles suivants décrivent le fonctionnement de la Confédération, ainsi que les titres et territoires respectifs de chacun de ses membres ; s'ensuit une répartition des forces militaires qui constitueront une alliance entre les États allemands et l’Empire français.

« Les États de L.L. M.M. les rois de Bavière et de Wurtemberg, de L.L. A.A. S.S. les électeurs archichancelier et de Bade, le duc de Berg et de Clèves, le landgrave de Hesse-Darmstadt, les princes de Nassau-Usingen et Nassau-Weilbourg, les princes du Hohenzollern-Hechingen et Hohenzollern-Sigmaringen, les princes de Salm-Salm et de Salm-Kirbourg, le prince d'Isenbourg-Birstein (en), le duc d'Aremberg et le prince de Liechtenstein et le comte de Leyen seront séparés à perpétuité du territoire de l'Empire germanique et unis entre eux par une confédération particulière, sous le nom d'États confédérés du Rhin. »

— Article premier

### Titres
Le prince-électeur et archi-chancelier est fait prince-primat.
Trois princes sont élevés au rang de grand-duc :
- le prince-électeur de Bade ;
- le duc de Berg et Clèves ;
- le landgrave de Hesse-Darmstadt.

Le prince de Nassau est élevé au rang de duc.
Le comte de la Leyen est élevé au rang de prince.

## Dissolution de la Confédération
À la suite de la bataille de Leipzig, la France, ses alliés européens et ses alliés du Rhin sont défaits par une alliance comprenant entre autres le royaume de Prusse et l'empire d'Autriche. La campagne d'Allemagne prend fin en 1813 avec cette bataille. Le traité de Paris signé en 1814, qui établit de nouvelles frontières pour les nations européennes, met de facto fin à la Confédération. Ce n'est que le 4 novembre de la même année que la dissolution devient de jure effective. Un an plus tard, les nations allemandes, dont la Prusse et l'Autriche, s'unissent à nouveau par l’Acte confédéral allemand : la Confédération germanique est créée, marquant la distance avec l'influence française qui avait marqué la confédération du Rhin.

### Référence de traduction
- (de) Cet article est partiellement ou en totalité issu de l’article de Wikipédia en allemand intitulé « Rheinbundakte » (voir la liste des auteurs).